# Aftermath (Amy Lee)
Aftermath è l'album di debutto da solista della cantante statunitense Amy Lee, cantante degli Evanescence, creato in collaborazione con il violoncellista e compositore Dave Eggar. L'album, pubblicato il 25 agosto 2014, contiene tracce tratte e ispirate dal film War Story, diretto da Mark Jackson.

## Concepimento e registrazioni
Nel dicembre 2013 venne per la prima volta rivelato da Amy, su Twitter, che lei e Dave Eggar stavano creando la colonna sonora di un film indipendente, diretto da Mark Jackson, intitolato War Story:
La pubblicazione dell'album venne tuttavia annunciata diversi mesi dopo. Nel frattempo, infatti, Amy aveva intentato una causa legale contro la propria casa discografia di lunga data (la Wind-up Records), accusandola di aver quasi mandato in rovina la band e di non aver pagato al gruppo circa 1.5 milioni di dollari di royalty e di aver tentato di "ordire un sabotaggio" verso gli Evanescence rimpiazzando i vecchi promoter "con un branco di idioti che ha finito col sabotare il gruppo con idee scadenti". Fu solo il 14 marzo 2014 che Amy dichiarò qualcosa al riguardo, definendosi finalmente un'artista libera e indipendente, senza rivelare però troppi dettagli al riguardo, in quanto sotto "accordo di non divulgazione", l'unico vincolo che ancora, in qualche modo, la lega alla vecchia casa discografica. La sua indipendenza come artista era stata resa possibile anche grazie al fatto che il nuovo contratto firmato con il gruppo Bicycle/Concord non prevedeva vincoli per nuovi eventuali lavori discografici, incluso Aftermath, che venne pubblicato il 25 agosto 2014.
Tale libertà conquistata ha portato Amy ad accantonare a tempo indeterminato il progetto Evanescence, per poter seguire la propria strada, sperimentare e lasciarsi alle spalle l'etichetta di "cantante rock o goth", non più totalmente corrispondente alla sua persona:

## Tematiche
Push the Buttom è una canzone elettronica scritta, programmata e mixata interamente da Amy, caratterizzata da uno stile molto diverso da tutto ciò che Amy è solita comporre: "L'essere responsabile del prodotto finale è stata una nuova sfida per me. Mi sono detta 'Eccola qua, l'ho mixata io'". La composizione è stata appositamente scritta per una scena di sesso nel film:
Dark Water è stata descritta da Amy come "una combinazione di strumenti sintetizzati e organici, una fusione Dark Pop con influenze del medio oriente". La traccia vede la partecipazione dell'artista marocchina, naturalizzata statunitense, Malika Zarra, che ha prestato la sua voce cantando in arabo una poesia scritta da Amy Lee. La canzone è stata premiata agli Independent Music Awards nella categoria World Beat Song.
Can't Stop What's Coming è stata descritta da Dave Eggar come una "traccia stile Björk veramente fantastica con un collage selvaggio di violoncelli, chitarre e vocalizzi impressionanti".
Lockdown è la traccia che è stato possibile sentire per la prima volta nel trailer di "War Story", nonché una della tracce più rappresentative del film. La canzone è stata conclusa qualche mese dopo l'apparizione del film al festival, ed è stata aggiunta in una delle scene più drammatiche del film. La traccia è stata poi estratta nel settembre del 2014 come singolo promozionale dell'album.
After è la traccia di chiusura dell'album, descritta da Dave Eggar "un collage di violoncelli" composto per la fine del film War Story.

## Accoglienza
| Recensione  | Giudizio |
| ----------- | -------- |
| Kerrang!    | KKKK     |
| DEAD PRESS! | [ 21 ]   |

George Garner di Kerrang! ha elogiato l'impegno della cantante per essersi allontanata dalla musica pesante che contraddistingue gli Evanescence. Ha descritto l'album come un "contenitore fatto tutto di piano minimale e misteriosi archi", e che questa è finora la miglior rappresentazione della voce e del talento di Amy Lee.
Jonathon Barlow di DEAD PRESS! ha elogiato la performance della cantante definendola "impressionante e creativa", aggiungendo inoltre che pur intraprendendo una diversa direzione da ciò che gli Evanescence sono soliti percorrere, l'album conserva e porta a livelli più alti le atmosfere cupe per cui la band è conosciuta.

## Tracce
Le tracce 1, 7 e 9 sono interpretate da Amy Lee. La traccia 4 è interpretata da Malika Zarra (voce principale) e Amy Lee (vocalizzi). Le restanti tracce sono strumentali.
Testi di Amy Lee.
1. Push The Button – 3:13 (musica: Amy Lee)
2. White Out (feat. Dave Eggar) – 1:29 (musica: Dave Eggar, Chuck Palmer)
3. Remember to Breathe (feat. Dave Eggar) – 1:24 (musica: Dave Eggar)
4. Dark Water (feat. Malika Zarra) – 3:29 (musica: Amy Lee, Dave Eggar, Chuck Palmer)
5. Between Worlds (feat. Dave Eggar) – 3:35 (musica: Dave Eggar, Amy Lee, Chuck Palmer)
6. Drifter (feat. Dave Eggar) – 1:55 (musica: Amy Lee, Dave Eggar)
7. Can't Stop What's Coming (feat. Dave Eggar) – 2:04 (musica: Amy Lee, Chuck Palmer, Dave Eggar)
8. Voice In My Head (feat. Dave Eggar) – 3:47 (musica: Amy Lee, Dave Eggar)
9. Lockdown (feat. Dave Eggar) – 4:58 (musica: Amy Lee, Chuck Palmer)
10. After (feat. Dave Eggar) – 3:53 (musica: Dave Eggar, Chuck Palmer)

Durata totale: 29:47

## Crediti
- Thad DeBrock – performer
- Pete Doell – mastering
- Dave Eggar – violoncello, produzione (tracce 2, 4, 8, 9), missaggio
- Joel Hoekstra – chitarra
- Ramona Lawla – performer
- Amy Lee – voce (tracce 1, 4, 7, 9), tastiera, programmazione, produzione (tracce 1, 3–9), missaggio
- Dan Mandell – direttore artistico, designer
- Kenia Mattis – performer
- Brendan Muldowney – missaggio
- Dave Nelson – performer
- Johnny Nice – performer, produzione (traccia 4)
- Luke Notary – performer
- Chuck Palmer – batteria, programmazione, produzione (tracce 2, 4, 5, 7–10), missaggio
- Donnie Reis – performer
- Amanda Ruzza – basso
- Brandon Terzig – performer
- Malika Zarra – voce (traccia 4)
- Max ZT – performer

## Classifiche
| Classifica (2014)                  | Posizione massima |
| ---------------------------------- | ----------------- |
| Belgio (Fiandre)                   | 153               |
| Belgio (Vallonia)                  | 132               |
| Italia                             | 49                |
| Paesi Bassi                        | 92                |
| Regno Unito                        | 67                |
| Regno Unito (independent breakers) | 2                 |
| Regno Unito (independent)          | 18                |
| Stati Uniti                        | 47                |
| Stati Uniti (rock)                 | 15                |
| Stati Uniti (soundtracks)          | 3                 |